# ナショナル・ボード・オブ・レビュー賞 (2014年)
86th NBR Awards
作品賞: 
『アメリカン・ドリーマー 理想の代償』
第86回ナショナル・ボード・オブ・レビュー賞は2014年の映画を対象とした賞であり、2014年12月2日に受賞者が発表された。

## 受賞一覧

### 作品賞
- 『アメリカン・ドリーマー 理想の代償』（J・C・チャンダー監督）

### 作品賞トップ10
※原題のアルファベット順
- 『アメリカン・スナイパー』
- 『バードマン あるいは（無知がもたらす予期せぬ奇跡）』
- 『6才のボクが、大人になるまで。』
- 『フューリー』
- 『ゴーン・ガール』
- 『イミテーション・ゲーム/エニグマと天才数学者の秘密』
- 『インヒアレント・ヴァイス』
- 『LEGO ムービー』
- 『ナイトクローラー』
- 『不屈の男 アンブロークン』

### 監督賞
- クリント・イーストウッド - 『アメリカン・スナイパー』

### 主演男優賞
- マイケル・キートン - 『バードマン あるいは（無知がもたらす予期せぬ奇跡）』
- オスカー・アイザック - 『アメリカン・ドリーマー 理想の代償』

### 主演女優賞
- ジュリアン・ムーア - 『アリスのままで』

### 助演男優賞
- エドワード・ノートン - 『バードマン あるいは（無知がもたらす予期せぬ奇跡）』

### 助演女優賞
- ジェシカ・チャステイン - 『アメリカン・ドリーマー 理想の代償』

### アンサンブル演技賞
- 『フューリー』

### ブレイクスルー演技賞
- ジャック・オコンネル - 『名もなき塀の中の王』、『不屈の男 アンブロークン』

### 新人監督賞
- ジリアン・ロベスピエール（英語版） - 『Obvious Child』

### 脚本賞
- フィル・ロード、クリス・ミラー - 『LEGO ムービー』

### 脚色賞
- ポール・トーマス・アンダーソン - 『インヒアレント・ヴァイス』

### インディペンデント映画トップ10
※アルファベット順
- 『ブルー・リベンジ（英語版）』
- 『オン・ザ・ハイウェイ その夜、86分』
- 『誰よりも狙われた男』
- 『ターナー、光に愛を求めて』
- 『Obvious Child』
- 『スケルトン・ツインズ 幸せな人生のはじめ方』
- 『スノーピアサー』
- 『Stand Clear of the Closing Doors』
- 『名もなき塀の中の王』
- 『アリスのままで』

### アニメーション映画賞
- 『ヒックとドラゴン2』（ディーン・デュボア監督）

### 外国語映画賞
- 『人生スイッチ』（ダミアン・ジフロン（英語版）監督） アルゼンチン

### 外国語映画トップ5
※アルファベット順
- 『フレンチアルプスで起きたこと』 スウェーデン
- 『Gett: The Trial of Vivian Amsalem』 イスラエル
- 『裁かれるは善人のみ』 ロシア
- 『サンドラの週末』 ベルギー
- 『ウィ・アー・ザ・ベスト!』 スウェーデン

### ドキュメンタリー映画賞
- 『Life Itself』（スティーヴ・ジェームズ監督）

### ドキュメンタリー映画トップ5
※アルファベット順
- 『美術館を手玉にとった男』
- 『ホドロフスキーのDUNE』
- 『Keep on Keepin' On』
- 『The Kill Team』
- 『サイゴン陥落 緊迫の脱出（英語版）』

### スポットライト賞
- 『トップ・ファイブ』におけるクリス・ロックの監督・脚本・演技

### 表現の自由賞
- 『グローリー/明日への行進』
- 『Rosewater』

### ウィリアム・K・エヴァーソン映画史賞
- スコット・アイマン（英語版）